# 하프라이프 (시리즈)

로고

《하프라이프》(영어: Half-Life, HλLF-LIFE)는 밸브 코퍼레이션이 제작한 비디오 게임 시리즈이다. 1998년에 발매된 《하프라이프》를 시작으로 속편 《하프라이프 2》 (2004)를 발매하였다. 이후 《하프라이프 2: 에피소드 1》 (2006), 《하프라이프 2: 에피소드 2》 (2007), VR 플래그십 《하프라이프: 알릭스》 (2020)를 발매하였다.
같은 세계관을 공유하는 비디오 게임 시리즈 《포탈》의 첫번째 작품은 2007년 발매되었다.

## 취소된 게임

### 하프라이프 2: 에피소드 3
《하프라이프 2: 에피소드 3》(영어: Half-Life 2: Episode Three)은 밸브 코퍼레이션에서 개발 중인 하프라이프 2: 에피소드 2의 속편으로, 아직 발매일은 미정이다. 하프라이프 3로 불리며 현재 밸브 코퍼레이션은 아직까지도 에피소드 3에 대한 언급은 일체하지 않고 유일한 정보는 3개 정도의 일러스트 뿐이다.
하프라이프 2: 에피소드 시리즈의 마지막이자 스토리의 끝이라고 알려져 있다. 2011년 3월 30일, 밸브에서 하프라이프의 신작은 현재 개발 중에 있다고 밝혔다.
2012년 8월에 공개되었던 《카운터 스트라이크: 글로벌 오펜시브》의 메이킹 필름에 에피소드 3로 추정되는 아이콘이 보이나 가능성이 낮아 보인다.
2018년 10월까지 별 다른 소식이 없는것으로 보아 밸브의 고질병인 3편 징크스인 것으로 보였으며, 사실상 취소된 상태다.
이후 2020년 3월 24일 출시한 하프라이프: 알릭스에서는 하프라이프와 하프라이프 2 사이의 스토리를 그린 가상 현실 게임이지, 3편이 아니며 알릭스는 맛보기 게임이 아닌, 15시간 동안 플레이 할 수 있는 플래그십 게임라고 밝혔다. 이유는 3편을 원하는 유저들의 기대치가 너무 높아지는 바람에 개발진의 부담이 막중했기 때문이라고 했으며 이 게임의 흥행 여부에 따라 다른 하프라이프 시리즈를 발매할 수 있다고 덧붙이기도 했다.
또, 하프라이프: 소스로 인해 실망했던 유저들이 소스 엔진을 리메이크하기 위해 결성한 크로우바 콜렉티브의 하프라이프 팬메이드 게임인 블랙 메사가 개발 16년만에 정식 출시되자 이 시리즈가 다시 생기를 돌 가능성이 생기게 되었다.
하프라이프: 알릭스를 구매하면 자동으로 얻는 전자책 '하프라이프: 알릭스 파이널 아워'에 의하면 실제로 하프라이프 3를 개발 중이였으며, 개발 중 소스 엔진의 한계가 와서 소스 엔진 2를 개발한 후 시범용으로 알릭스를 내세웠다고 한다. 또한 알릭스의 대흥행 덕분에 하프라이프 3의 재개발이 시작됐으며, 에피소드 1에서 등장한 후 행방불명이였던 바니 칼훈을 등장시킬 것이라고 한다.

### 하프라이프 2: 에피소드 4
《하프라이프 2: 에피소드 4》(영어: Half-Life 2: Episode Four)은 밸브 코퍼레이션의 외주를 받은 아케인 스튜디오가 개발하다 취소된 게임이다.
주인공은 전작과 다르게 하프라이프: 어포징 포스에서 G맨에 의해 보류되었던 에이드리언 셰퍼드 시점이다.